# Nemopoda aterrima
Nemopoda aterrima är en tvåvingeart som beskrevs av Jacques-Marie-Frangile Bigot 1886. Nemopoda aterrima ingår i släktet Nemopoda och familjen svängflugor. Inga underarter finns listade i Catalogue of Life.